# The Island of Regeneration
The Island of Regeneration è un film muto del 1915 diretto da Harry Davenport. La sceneggiatura si basa sul romanzo The Island of Regeneration: A Story of What Ought to Be di Cyrus Townsend Brady pubblicato a New York nel 1909.

## Trama
John Charnock, ricco proprietario della Virginia, perisce nell'incendio del suo yacht nel Sud Pacifico, mentre sua moglie riesce a raggiungere un'isola deserta insieme al figlio John. La donna, ferita e spossata, muore, lasciando solo il bambino. Venti anni dopo, Katherine Brenton, ricca ragazza dell'alta società convinta che sia possibile una relazione platonica tra uomo e donna anche nelle situazioni più difficili, per difendere le sue tesi accetta la proposta di recarsi con Valentine Langford in crociera sul suo panfilo nell'oceano Pacifico. Sullo yacht, Langford aggredisce la giovane che però reagisce respingendolo.
Katherine fugge via, trovando rifugio nella stessa isola dove si trova John. Impossibilitati ad andarsene, i due in breve si innamorano e, nei tre anni che passano insieme, lei si cura dell'educazione del giovane che ha vissuto fino a quel momento da solo. Un giorno, sull'isola giunge l'imbarcazione di Langford che rivendica per sé Katherine a causa delle tre settimane che loro due avevano passato insieme sullo yacht. Quella rivelazione scombussola John e Katherine si ritira in una grotta per pensare. Credendo che la ragazza sia annegata, John parte per la Virginia. Rintracciata Katherine, Langford le propone di sposarlo ma lei lo rifiuta. Lui, allora, si reca in Virginia per dire a John di tornare alla sua isola dove lo attende Katherine. I due innamorati, finalmente riuniti, possono tornare insieme in America.

## Produzione
Il film fu prodotto dalla Vitagraph Company of America.

## Distribuzione
Distribuito dalla V-L-S-E, il film uscì nelle sale cinematografiche statunitensi il 17 maggio 1915 dopo essere stato presentato al Vitagraph Theatre di New York il 31 gennaio 1915.
Nel 1920, ne venne fatta una riedizione distribuita dalla Vitagraph Company of America.